# Снови од стакла
Снови од стакла је једанаести студијски албум Недељка Бајићa Баје.
Синглови су: Од љубави јаче, Снови од стакла, Вредна чекања и Снага ветра.